# Kostarykańskie Siły Powietrzne
Kostaryka od końca wojny domowej w 1948 roku nie posiada bojowych sił powietrznych. Jedyną organizacją posiadającą samoloty jest straż cywilna. Posiada ona samoloty 8 typów. Są wśród nich lekkie samoloty typu McDonnell Douglas 500D, Cessna 337, 206, Piper PA-31T Cheyenne, Piper PA-34 Seneca (odpowiednik polskiego samolotu PZL M-20 Mewa) oraz samoloty patrolowe. Siły lotnicze służą także celom komunikacyjnym – głównie przewozowi osobistości, a ich główna baza znajduje się w Juan Santamaria.